# White Sands (Île-du-Prince-Édouard)
Pour les articles homonymes, voir White Sands (homonymie).
White Sands est une communauté dans le comté de Kings sur l'Île-du-Prince-Édouard, au Canada, au sud-ouest de Murray Harbour.